# Franciszek Paszkowski (1818–1883)
Franciszek Paszkowski (ur. 26 marca 1818 w Warszawie, zm. 13 listopada 1883 w Krakowie) – poseł do Sejmu Krajowego Galicji I, II, III, IV kadencji (1861–1865, 1867-1882), właściciel dóbr Tonie. Wybrany w I kurii obwodu Kraków, z okręgu wyborczego Kraków.

## Życiorys

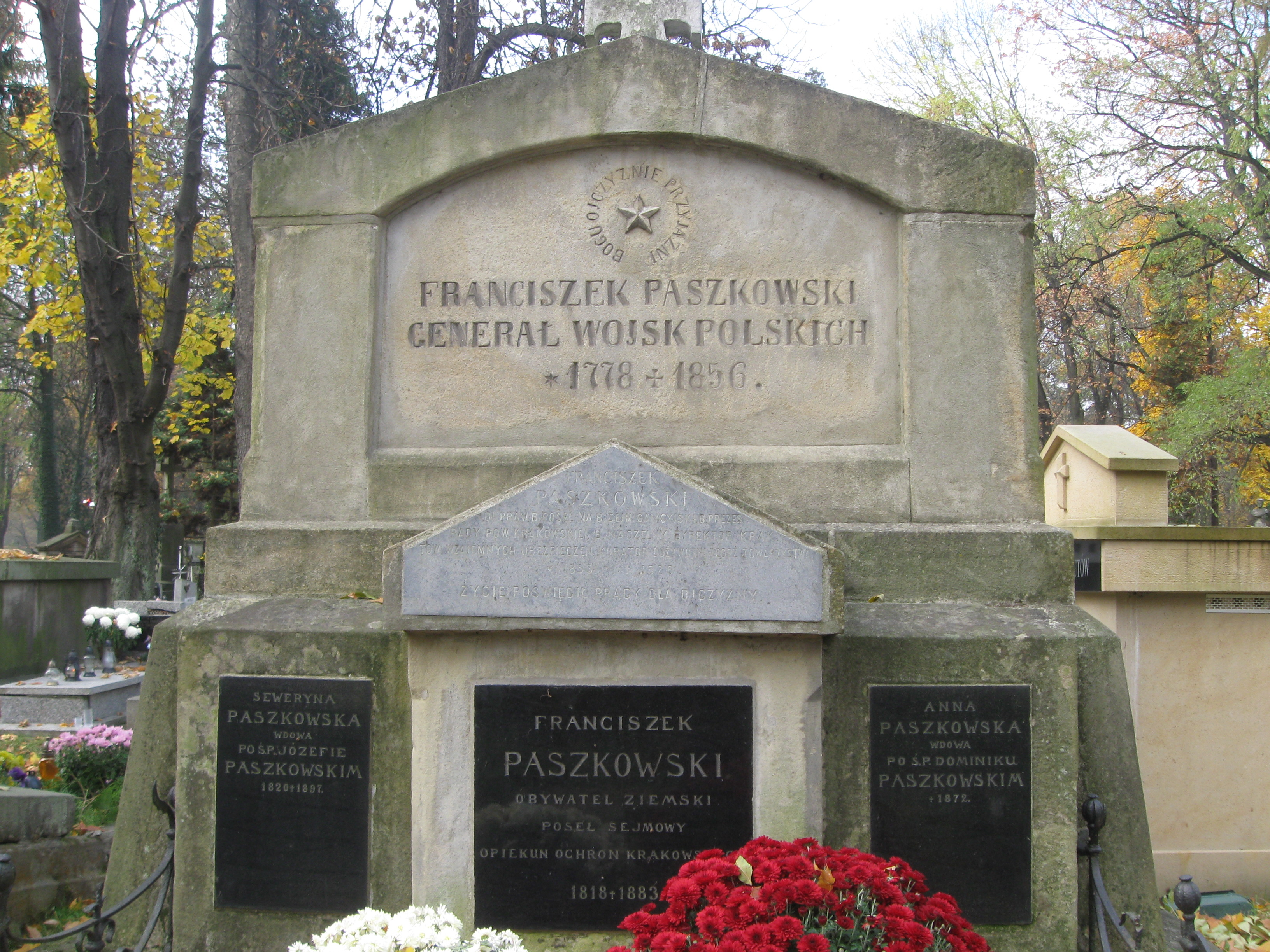
Grobowiec Franciszka Paszkowskiego (czarna marmurowa tablica) na krakowskim cmentarzu Rakowickim

Był synem Dominika (1783–1866) i Anny z Niemojewskich (zm. 1872), bratem Józefa Edmunda. Studiował malarstwo w warszawskiej Szkole Sztuk Pięknych u Rafała Hadziewicza oraz u Wojciecha Stattlera. Studia malarskie uzupełniał w Düsseldorfie, w 1838 w Dreźnie i Rzymie. Malował sceny religijne i rodzajowe. W kościele parafialnym w Krzeszowicach w ołtarzu głównym znajduje się obraz Św Marcin dzielący się płaszczem z nędzarzami autorstwa Paszkowskiego z lat 1843–45. Organizował wystawy malarstwa w Warszawie w latach 1836, 1838, 1841 i 1845 zdobywając za swoje obrazy wyróżnienia i złote medale. Malował portrety najbliższej rodziny, ojca, brata i stryja. W 1848 znalazł się na liście członków Towarzystwa Naukowego Krakowskiego. Po wielkim pożarze Krakowa dokonał inwentaryzacji nagrobków w Kościele OO Dominikanów. W uznaniu wkładu pracy Paszkowskiego w odbudowę kościoła na jednym ze zworników odbudowanego sklepienia umieszczono rodowy herb Paszkowskich Zadorę. W tym czasie Paszkowski porzucił malarstwo na rzecz działalności społecznej i politycznej. W 1854 został Dyrektorem Towarzystwa Sztuk Pięknych, w 1858 członkiem Oddziału Archeologii. Organizował wystawy starożytności angażując się w powstanie Muzeum Starożytności Krajowych w 1864 roku. W 1867 wszedł w skład komitetu odnowy krakowskich Sukiennic. Po powstaniu Muzeum Narodowego w Krakowie w 1879 działał w komisji na rzecz jego rozwoju do 1882. W 1855 został członkiem Towarzystwa Gospodarczo-Rolniczego w latach 1862–1876 będąc jego wiceprezesem. Współtworzył i redagował  „Tygodnik Rolniczo-Przemysłowy”. Po stryju Franciszku generale odziedziczył majątek ziemski Tonie. Na wniosek Walerego Wieloglowskiego organizował szkołę rolnicza w Czernichowie będąc później jej wieloletnim kuratorem. W 1860 związał się z konserwatystami skupionymi wokół Adama Potockiego. W latach 1861–1882 był posłem na Sejm Krajowy, pracował w komisjach statutowej i edukacyjnej. W 1866 był sekretarzem sejmowym, w 1867 odmówił kandydowania do Rady Państwa. Zdobywał fundusze na funkcjonowanie krakowskich szpitali, angażował się w redagowanie ustawy drogowej, ustawy o policji drogowej. Przygotowywał projekty ustaw o ochronie ptactwa oraz o regulacji Wisły. Działał w Powiatowej Radzie Krakowskiej, wraz z kardynałem Albinem Dunajewskim zakładał w Krakowie ochronki. W 1871 został opiekunem Komitetu Ochronek dla małych dzieci w Krakowie. Był kuratorem fundacji Pelagii Russanowskiej dla polskich weteranów i nieuleczalnie chorych. Aleksander Fredro w testamencie uczynił Paszkowskiego jednym z odpowiedzialnych za pośmiertną edycję jego dzieł. Jerzy Lubomirski zobowiązał go w testamencie do opieki nad synami i kurateli nad majątkiem rodzinnym. Współzałożyciel Towarzystwa Ubezpieczeń Wzajemnych w Krakowie. Po stryju zasiadł w Komitecie Utrzymania Kopca Kościuszki. W 1878 opublikował opartą na dokumentach monografię „Książę Józef Poniatowski” (II wydanie 1893). Współpracował z „Czasem” publikując relacje z obrad sejmowych. Był nadzwyczajnym członkiem Akademii Umiejętności. W 1868 został prezesem Okręgowego Towarzystwa Kredytowego. Członek korespondent Galicyjskiego Towarzystwa Gospodarskiego (1868–1883).
Pochowany został obok stryja i matki w grobowcu rodzinnym na krakowskim cmentarzu Rakowickim, w pasie 11.